# 룩셈부르크 올림픽 체육 위원회
룩셈부르크 올림픽 체육 위원회(룩셈부르크어: Lëtzebuerger Olympesche a Sporting Comité, 프랑스어: Comité Olympique et Sportif Luxembourgeois, 독일어: Luxemburgisch Olympic und Sportausschuss)는 룩셈부르크의 국가 올림픽 위원회이다. IOC 코드는 LUX이다. 본부는 슈트라센(Strassen)에 있으며 유럽 올림픽 위원회에 소속되어 있다.
1912년에 설립되었으며 같은 해에 국제 올림픽 위원회의 승인을 받았다. 올림픽, 유러피언 게임, 유럽 소국 경기 대회를 비롯한 국제 스포츠 대회에 참가하는 룩셈부르크의 선수들을 대표한다.

## 같이 보기
- 올림픽 룩셈부르크 선수단